# 永山祐子

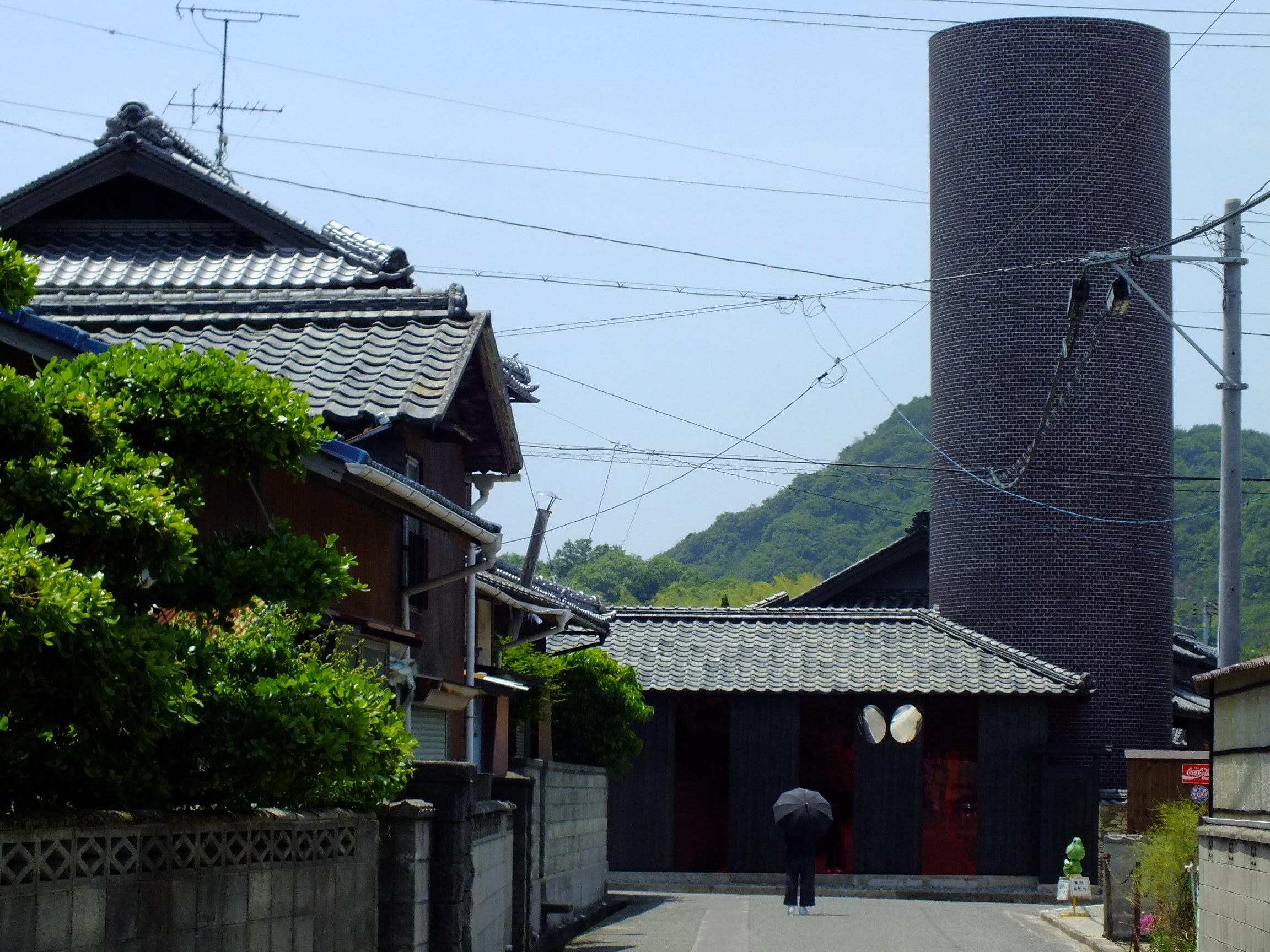
豊島横尾館

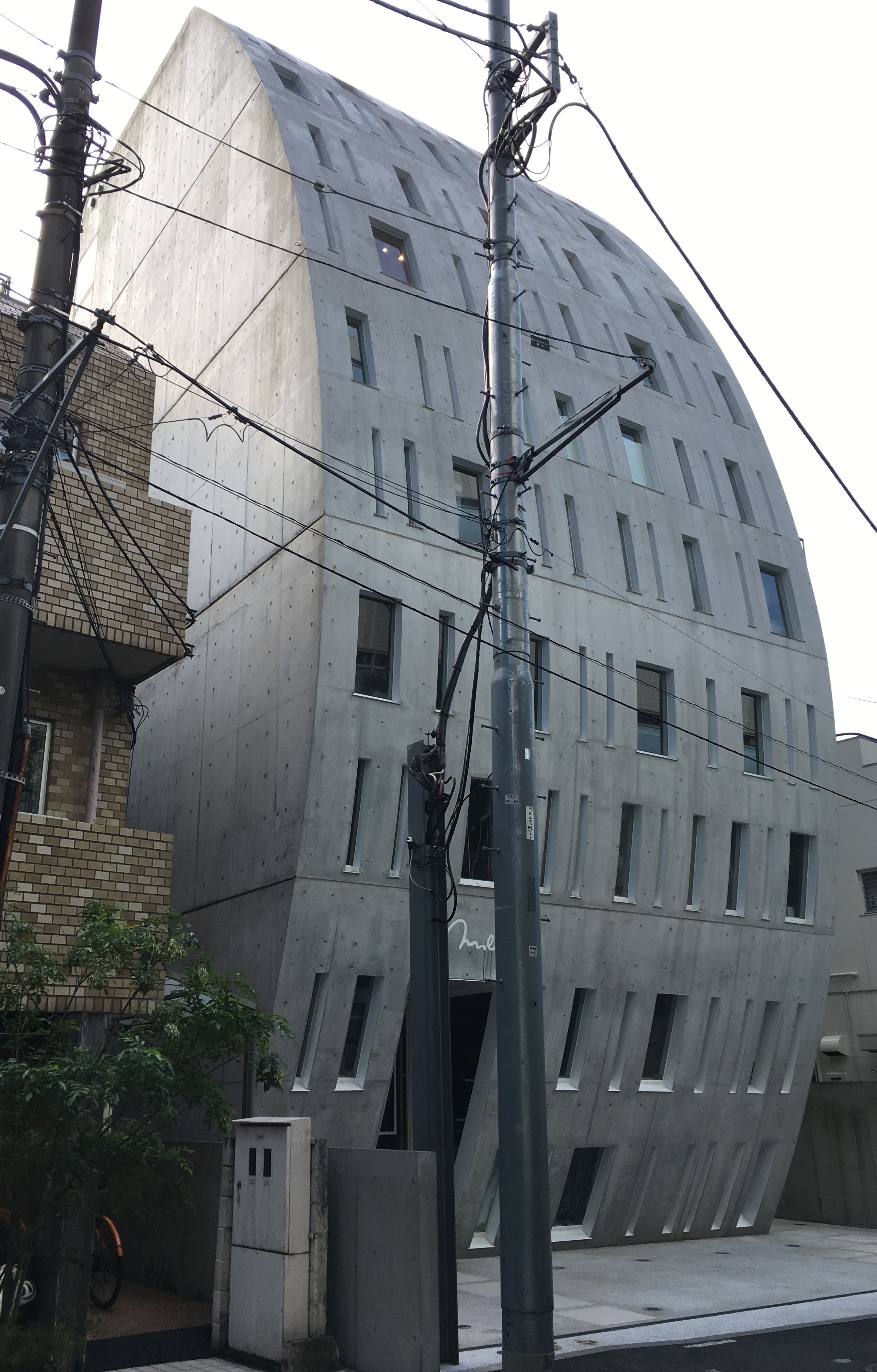
UBANPREM南青山（東京都港区）

永山 祐子（ながやま ゆうこ、1975年〈昭和50年〉12月18日 - ）は、日本の建築家で永山祐子建築設計を主宰する。父は物理学者の永山國昭。

## 人物・来歴
- 1975年、東京都杉並区[2]阿佐ヶ谷の母方の高祖父・田部重治が1924年〈大正13年〉に建てた家にて産声を上げる[1]。
- 1998年 共立女子第二中学校・高等学校を経て[2]、昭和女子大学生活科学部生活美学科（現・環境デザイン学部環境デザイン学科）卒業[4] （23歳）
- 1998年 - 2002年 青木淳建築計画事務所勤務
- 2002年 永山祐子建築設計設立[注 1] （27歳）
- 2006年 AR Awards (UK)「Highly Commended賞」ほか
- 2011年 アーティスト・藤元明[5]と結婚後、年子で二児を出産（一男一女）。夫や実家の母の手を借りつつ、ワーキングマザーとして育児と仕事を両立している[1]。
- 2020年 武蔵野美術大学造形学部建築学科の客員教授に就任[6][7]。

## 主な作品
- 都市の情景
- コクエイカン

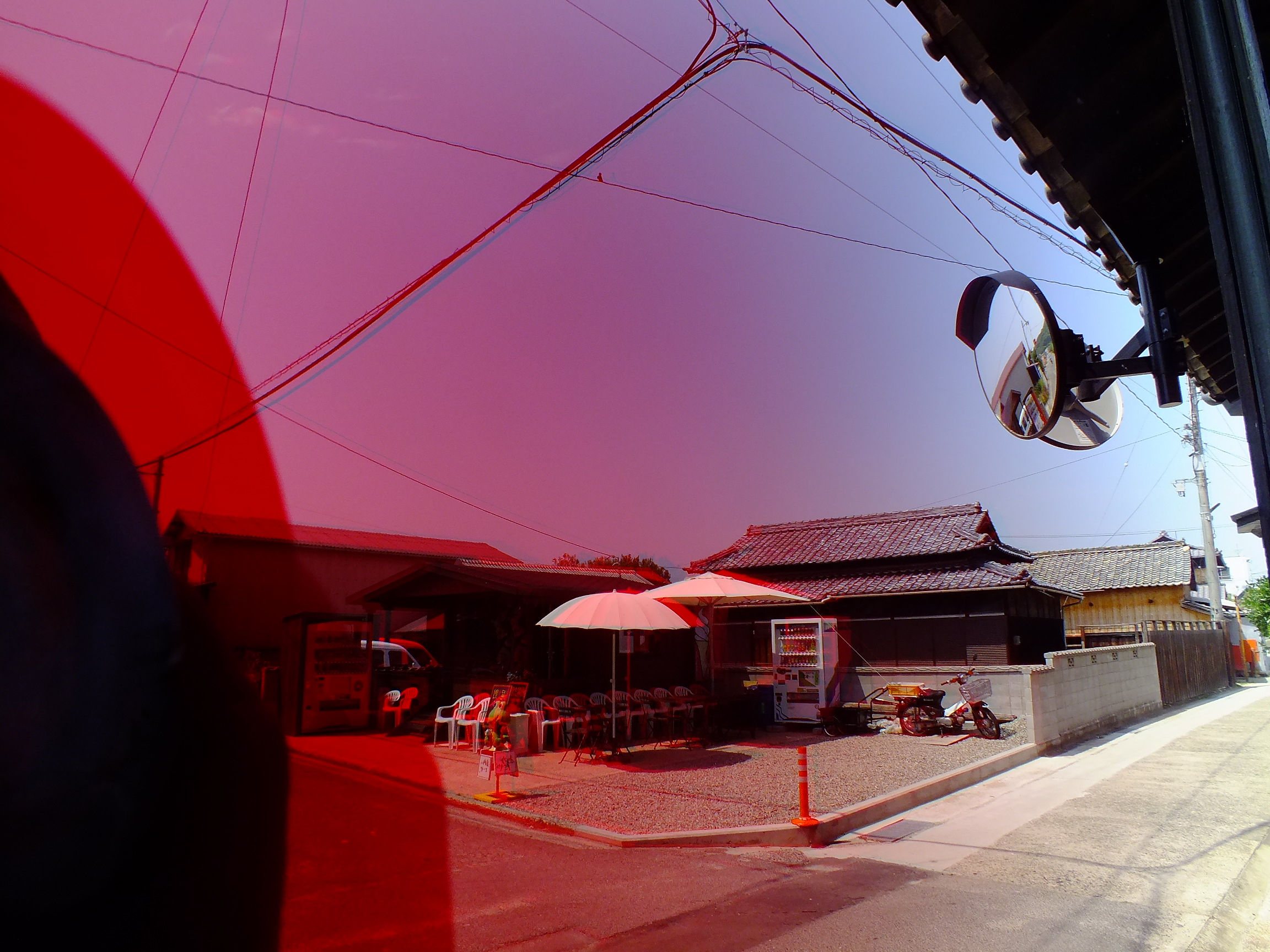
豊島横尾館では、永山は3次元的表現である建築を絵画的2次元表現に近づけることを意図し、ガラスの特性の反射の効果を利用したスクリーンによって空間中に2次元的シーンを現出させる試みを行った。

- つくば田園都市コンセプト住宅シーンの集合体
- ホテル海洋 内装
- URBAN PREM MINAMI AOYAMA（南青山385計画）
- EDGE
- site／シキチ
- YLANG YLANG
- ルイヴィトン 京都大丸店
- 丘のある家
- カヤバ珈琲
- anteprima plastiq 六本木ヒルズ店
- 「Sun grass」
- 豊島横尾館
- JINS PARK

他

## 受賞歴
- 2014年 日本建築家協会JIA新人賞[8]
- 2017年 JCD Design Award銀賞「女神の森セントラルガーデン」[9]
- 2018年 東京都建築賞優秀賞[10]

## その他
- TEPCOインターカレッジデザイン選手権など審査員を歴任。

## 書籍・論文
共著
- 柳原照弘 / 土佐信道 / 永山祐子 / 中村竜治 / 満田衛資 / 小泉誠 著、大阪工業大学デザインリレートーク実行委員会 編『デザインに境界はあるのか』大阪工業大学工学部、2011年7月。CRID 1130000797904629632。
- 五十嵐太郎 編「課外授業「物語を紡ぎ、空間を形づくる」永山祐子」『14歳からのケンチク学』彰国社、2015年4月10日。ISBN 978-4-395-32037-0。
- 『天才建築家の成功するデザインの法則 : 企画・コンセプト・ルールアイデアの源』エクスナレッジ〈エクスナレッジムック〉、2015年11月19日。ISBN 978-4-7678-2065-1。「建築家10組14人の仕事術。」
- 成瀬友梨 編「10. 永山祐子「両立は筋トレのように」」『子育てしながら建築を仕事にする』学芸出版社〈四六判〉、2018年2月10日。ISBN 978-4-7615-2668-9。「子育て中の現役男女各8名の体験談、エッセイ集。」
- 山﨑健太郎、西田司、後藤連平 編「interview 1：永山祐子「やらなくていいこと探し」から道を切り開く」『“山”と“谷”を楽しむ建築家の人生』ユウブックス〈四六判〉、2020年2月。ISBN 978-4-908837-07-4。「7人の建築家インタビュー集。」